# رافاييل كايتانو دي أراوجو

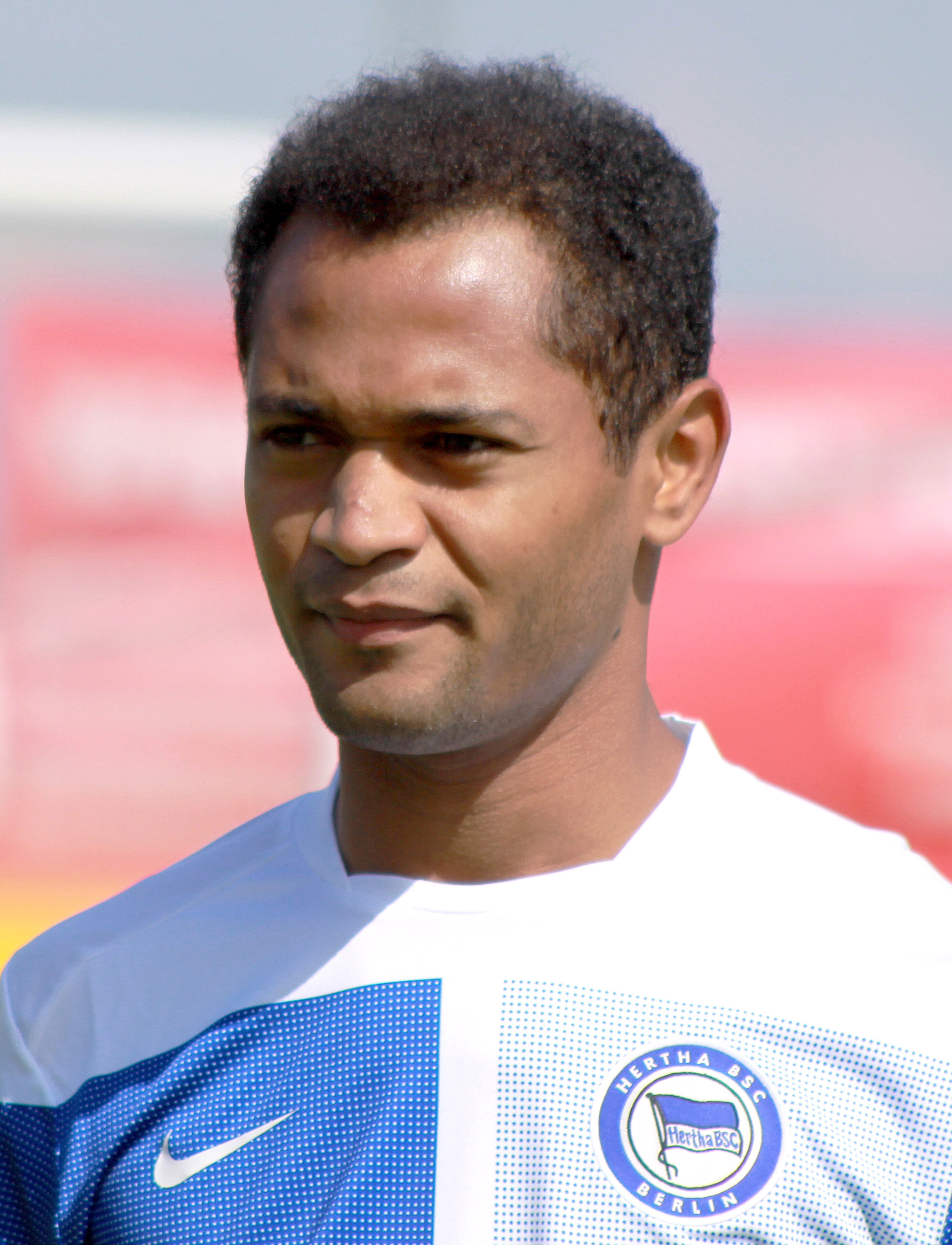

رافاييل كايتانو دي أروجو (بالبرتغالية: Raffael Caetano de Araújo‏) (مواليد 28 مارس 1985 في فورتاليزا - البرازيل) لاعب كرة قدم برازيلي يلعب حاليا لصالح نادي الدرجة الأولى بوروسيا مونشنغلاباخ الألماني منذ 2013 في مركز الوسط المهاجم .

## روابط خارجية
- رافاييل كايتانو دي أراوجو على موقع اتحاد أوكرانيا (الإنجليزية)
- رافاييل كايتانو دي أراوجو على موقع قاعدة بيانات كرة القدم.إي يو (الإنجليزية)
- رافاييل كايتانو دي أراوجو على موقع بيانات كرة القدم. دي إي (الألمانية)
- رافاييل كايتانو دي أراوجو على موقع ليكيب (الفرنسية)
- رافاييل كايتانو دي أراوجو على موقع Soccerway.com (الإنجليزية)
- رافاييل كايتانو دي أراوجو على موقع عالم كرة القدم.نت (الإنجليزية)
- رافاييل كايتانو دي أراوجو على موقع AS.com (الإسبانية)